# Spline

Spline használata egy grafikus programban

Spline-on szakaszosan parametrikus polinomokkal leírt görbét értünk. Az n-edfokú spline-ban legfeljebb n-edfokú polinomszakaszok csatlakoznak egymáshoz úgy, hogy nemcsak a folytonosságot, hanem az n-1-szeri differenciálhatóságot is biztosítják.
A szakaszonként lineáris spline-t lineáris, a másodfokút kvadratikus, és a harmadfokút kubikus spline-nak is nevezik. A gyakorlati alkalmazásokban leginkább a kubikus spline-okat használják. Néha előfordulnak kvadratikus, és ötödfokú spline-ok is.
A számítógéppel segített tervezésben (CAD) és a számítógépes grafikában azért használják őket előszeretettel, mert egyszerű  és interaktív szerkesztést tesznek lehetővé, pontosságuk, stabilitásuk és könnyű illeszthetőségük révén igen komplex formákat lehet velük jól közelíteni.
A spline angol szó (kiejtése: szplájn), és nevét arról a rugalmasan hajlítható vonalzóról kapta, melyet hajóépítők és rajzolók használtak korábban.

## Általában
A spline-okat 1946-ban először Isaac Jacob Schoenberg említette meg.
Spline-okat többnyire interpolációra, approximációra és ábrázolásra használnak. Az így nyert görbék és felületek olyan simák, amennyire csak lehetnek, nincsenek rajtuk nagyobb kilengések, és rugalmasabban módosíthatók, mint a polinomok. Egyes típusaik szakaszonként változtathatók úgy, hogy közben a görbe nagyobb része megmarad.
A spline név a hajóépítésből ered; ott az építéshez használt hajlékony vonalzót nevezték spline-nak.

## Peremfeltételek
A spline görbe nem egyértelmű peremfeltételek nélkül. Ezek a feltételek periodikus esetben természetesek, hiszen a görbének simán kell záródnia. Egy másik természetes feltétel, hogy egy elég sokadik derivált nulla.
Nem záródó görbék illesztéséhez két módszer terjedt el: a körérintős és a tükrözési eljárás. Az így megadott érintők szolgáltatják az induló deriváltat.
Jelölje az első három pontot P1, P2, P3.
A körérintős eljárásban kört illesztenek az első három P1, P2, P3 pontra azok síkjában. Veszik a kiindulási pontból a körhöz húzott érintőt; ez megadja az induló érintő irányát. Ennek hossza megegyezik a P1P2 szakasz hosszával. Ha a három pont egy egyenesre esik, akkor az érintő megegyezik az első pontból a második pontba mutató vektorral.
A tükörérintős eljárásban a P1P2 vektor egyenesére tükrözött P1P3 vektor iránya adja meg az érintő irányát, aminek hossza megint csak P1P2.
Hasonlóan adják meg az utolsó érintőt is.
A két módszer különböző eredményt ad. Ritkább pontsorozatok esetén ez jól látszik; elég sűrű pontsorozatok esetén a különbség szemmel nem látható.
Az egyes koordinátákat külön-külön számítják, és csak a végén teszik össze ismét őket.

## Elsőfokú spline
Legyen x1, x2, … rendezett pontsorozat. Ekkor az interpoláláshoz használt bázisfüggvények alakja:
{\displaystyle \mathrm {u_{i}} (x)={\frac {x-x_{i}}{x_{i}-x_{i-1}}}x_{i-1}+{\frac {x_{i+1}-x}{x_{i+1}-x_{i}}}x_{i}}
Ha i = 0, vagy i = n, akkor a nem értelmezett tag nulla:
{\displaystyle \mathrm {u_{0}} (x)={\frac {x_{1}-x}{x_{1}-x_{0}}}x_{0}}
és
{\displaystyle \mathrm {u_{n}} (x)={\frac {x-x_{n}}{x_{n}-x_{n-1}}}x_{n-1}}
Így kapjuk az elsőfokú dongafüggvényt:
{\displaystyle \mathrm {s_{1}} (x)=\sum _{1}^{n}f_{i}u_{i}}
ahol fi az xi-ben előírt érték.

## Másodfokú spline
A másodfokú spline-nál a peremfeltételek nem szimmetrikusak: meg lehet adni induló deriváltat, de ezzel a végpontban kapott derivált már egyértelmű. A másodfokú taghoz másodrendű osztott differenciát használnak:
{\displaystyle \mathrm {s_{2}} (x)=f_{i}+f'_{i}(x-x_{i})+\mathrm {f} [x_{i},x_{i},x_{i+1}](x-x_{i})^{2}}
ahol {\displaystyle \mathrm {f} [x_{i},x_{i},x_{i+1}]} az i-edik kétszeres pontban és az i+1-edik pontban vett másodrendű osztott differencia.
Ez a másodrendű osztott differencia így számítható:
{\displaystyle \mathrm {f} [x_{i},x_{i},x_{i+1}]={\frac {f'_{i}-\mathrm {f} [x_{i+1},x_{i}]}{x_{i-1}-x_{i}}}}
ahol
{\displaystyle \mathrm {f} [x_{i+1},x_{i}]={\frac {f_{i+1}-f_{i}}{x_{i+1}-x_{i}}}}

## Harmadfokú spline
Harmadfokú spline esetén a peremfeltételek szimmetrikusak, a kezdő- és a végpontban is megadható derivált. A gyakorlati alkalmazásokban ezek a legnépszerűbbek, mert elég nagy szabadságot adnak a görbe alakjának megválasztásához.
A következőkben feltesszük, hogy az adott pontsorozat egyenlő közű, ekvidisztáns, vagyis a szomszédos pontok távolságát ugyanakkorának vesszük. Ha az adott pontok távolsága nagy mértékben változik, akkor a kapott görbét át kell paraméterezni.

### Bázisfüggvények
A harmadfokú spline függvényeket mind interpolációra, mind approximációra, mind ábrázolásra használják. Az ezekhez használt függvénybázisok:
Hermite-polinomok:
- α0(v) = 1 - 3v2 + 2v3
- α1(v) = 3v2 - 2v3
- β0(v) = v - 2v2 + v3
- β1(v) = v3 - v2

B-spline:
Definiáljuk a következő függvényt:
{\displaystyle N_{4}:=}
{\displaystyle {\frac {1}{6}}v^{3}}  ha {\displaystyle 0\leq v\leq 1}
{\displaystyle {\frac {1}{6}}(4-3v(v-2)^{2})}  ha {\displaystyle 1\leq v\leq 2}
{\displaystyle {\frac {1}{6}}(3v(v^{2}-8v+20)-44)}  ha {\displaystyle 2\leq v\leq 3}
{\displaystyle {\frac {1}{6}}(4-v)^{3}}  ha {\displaystyle 3\leq v\leq 4}
és 0 egyébként.
Legyen Nr = Nv+4-r.
Ekkor az Nr függvények alkotják a bázist.
Bernstein-polinomok:
Az i-edik n-edfokú Bernstein-polinom:
{\displaystyle B_{n,i}={n \choose i}\,v^{i}\,(1-v)^{n-i}}

### Görbék interpolációja
Jelölje rendre x0, x1, x2, … az egyes pontokban előírt értéket, és e0, e1, e2, … az adott pontokban előírt deriváltat. Az egyes szegmensek összeillesztésekor a simasági feltételekből lineáris egyenletrendszer adódik.
Az Hermite-polinomok használatával:
Zárt görbe esetén:
az egyenletrendszer minden egyenlete
ei-1 + 4ei + ei+ 1 = bi
alakú, ahol i 0-tól n-ig megy, és e0 = en, e1 = en+1, és e2 = en+2.
A bi-k így számíthatók:
bi = 3( xi+1 - xi-1 )
Nyílt görbe esetén van két szabad paraméter, az induló és az érkező derivált. Felhasználásukkal a szélső egyenletek:
4e1 + e2 = b1
en-2 + 4en-1 = bn-1
a közbülső egyenletek pedig a zárt görbe esetéhez hasonlók.
Az egyenletek jobb oldala csak a szélső esetben különbözik a zárt esettől, ugyanis itt még az ott választott deriváltakat is le kell vonni belőle:
b1 = 3( x2 - x0 ) - e0
és
bn-1 = 3( xn - xn-2 ) -  en
Az interpolációval nyert függvény a [0,1] szakaszon:
η(v) = x0α0(v) + x1α1(v) + e0β0(v) + e1β1(v)
A függvény többi szakasza hasonlóan határozható meg.
A B-spline segítségével:
A belső egyenletek alakja:
{\displaystyle {\frac {1}{6}}c_{i+1}+{\frac {2}{3}}c_{i+2}+{\frac {1}{6}}c_{i+3}=x_{i}}
ahol i = 0, …, n.
Ha a görbe nyílt, akkora két szabad paramétert a szélső pontokban felhasználva a szélső egyenletek alakja:
{\displaystyle -{\frac {1}{2}}c_{1}+{\frac {1}{2}}c_{3}=e_{0}}
és
{\displaystyle -{\frac {1}{2}}c_{n+1}+{\frac {1}{2}}c_{n+3}=e_{n}}
Az interpolációval kapott függvény:
{\displaystyle \varphi (v)=\sum _{r=1}^{n+3}c_{r}\mathrm {N} _{r}(v)}

### Görbék approximációja
A harmadfokú B-spline-bázissal approximálnak is. Az interpolációtól eltérve azonban mások a szélső függvények, mert az approximációhoz az kell, hogy a bázisfüggvények összege azonosan egy legyen. A következőkben az Ni,l jelölésben l jelenti a fokszámot. Ha legfeljebb öt alappont van, akkor a bázis csak a szélső függvényeket tartalmazza. A szélső pontok multiplicitása l + 1.
A szélső függvények:
- n = 3, I = [0,1]:

Ekkor a B-spline függvények éppen a harmadfokú Bernstein-polinomok:
{\displaystyle \mathrm {N} _{0,3}(v)=(1-v)^{3}}
{\displaystyle \mathrm {N} _{1,3}(v)=3(1-v)^{2}v}
{\displaystyle \mathrm {N} _{2,3}(v)=3(1-v)v^{2}}
{\displaystyle \mathrm {N} _{3,3}(v)=v^{3}}
- n = 4, I = [0,2]:

{\displaystyle \mathrm {N} _{0,3}(v)=(1-v)^{3}} ha {\displaystyle 0\leq v\leq 1}, és 0 különben
{\displaystyle \mathrm {N} _{1,3}=}
{\displaystyle {\frac {7}{4}}v^{3}-{\frac {9}{2}}v^{2}+3v}  ha {\displaystyle 0\leq v\leq 1}
{\displaystyle {\frac {1}{4}}(2-v)^{3}}  ha {\displaystyle 1\leq v\leq 2}
{\displaystyle \mathrm {N} _{2,3}=}
{\displaystyle {\frac {v^{2}}{2}}(3-2v)}  ha {\displaystyle 0\leq v\leq 1}
{\displaystyle {\frac {1}{2}}(v-2)^{2}(2v-1)}  ha {\displaystyle 1\leq v\leq 2}
{\displaystyle \mathrm {N} _{3,3}(v)=(2-v)\mathrm {N} _{0,3}(v)}
- n = 5, I = [0,3]:

Az N0,3, és az N1,3 függvények, mint előbb, azonosan nullaként kiterjesztve a [2,3] szakaszra. N3,3 = N2,3(3-u), és N4,3 = N1,3(3-u).
Már csak az N2,3 függvényt kell megadni:
{\displaystyle N_{2,3}=}
{\displaystyle {\frac {1}{12}}(18-11v)}  ha {\displaystyle 0\leq v\leq 1}
{\displaystyle {\frac {1}{4}}v(2-v)^{2}+{\frac {1}{6}}(3-u)(-2v^{2}+6v-3)}  ha {\displaystyle 1\leq v\leq 2}
{\displaystyle {\frac {1}{6}}(3-v)^{3}}  ha {\displaystyle 2\leq v\leq 3}
- n > 5, I = [0,n-2]:

Az N0,3, az N1,3 és az N2,3 függvények, mint előbb, azonosan nullaként kiterjesztve a szakasz további részére. Ezekből az Nn-2,3, az Nn-1,3 és az Nn,3 függvények az (n-v) tényezővel szorozva kaphatók.
A belső függvények a harmadfokú B-spline-bázis megfelelő függvényei, ahol is N3,3 = N4. A többi ebből eltolással kapható.
A csatoláshoz úgy kell meghatározni a λ és a μ együtthatókat, hogy:
q1 = q0 + λ(pn - pn-1), λ > 0
és
q2 =  λ2pn-2 - (3λ2 + 3λ + μ)pn-1 + (2λ2 + 3λ + 1 + μ)pn ha n > 3
és
q2 =  λ2p1 - (2λ2 + 2λ + μ/2)p2 + (λ2 + 2λ + 1 + μ/2)p3 ha n = 3
ahol a pi és a qi pontok különböző szegmensekhez tartoznak.
Az egyes szegmenseken belül az approximációval kapott függvény:
{\displaystyle u_{3}=\sum _{i=0}^{n}\mathrm {N} _{i,3}\cdot p_{i}}
Bézier-ívek:
A Bézier-ívek a Bernstein-polinomokkal állíthatók elő, a B-spline-okhoz hasonlóan. A csatolási együtthatók, és a függvényszegmensek ugyanúgy számíthatók.

### Felületek interpolációja
Az interpolált felület így számítható:
{\displaystyle r(u,v)=(\varrho _{0}(u),\varrho _{1}(u)){\begin{bmatrix}r(0,v)\\r(1,v)\\\end{bmatrix}}+(r(u,0),r(u,0)){\begin{bmatrix}\varrho _{0}(v)\\\varrho _{1}(v)\\\end{bmatrix}}-(\varrho _{0}(u),\varrho _{1}(u)){\begin{bmatrix}p_{0,0}&p_{0,1}\\p_{1,0}&p_{1,1}\\\end{bmatrix}}{\begin{bmatrix}\varrho _{0}(v)\\\varrho _{1}(u)\\\end{bmatrix}}}
ahol a folytonosan differenciálható {\displaystyle \varrho _{0}(t),\varrho _{1}(t)} függvényekre
{\displaystyle \varrho _{0}(t)+\varrho _{1}(t)=1,}
és
{\displaystyle \varrho _{0}(0)=1}
{\displaystyle \varrho _{0}(1)=0}
{\displaystyle \varrho _{1}(0)=0}
{\displaystyle \varrho _{1}(1)=1}
Hermite-interpoláció:
Az Hermite-felület így számítható:
{\displaystyle r(u,v)=(\alpha _{0}(u),\alpha _{1}(u),\beta _{0}(u),\beta _{1}(u))M{\begin{bmatrix}\alpha _{0}(v)\\\alpha _{1}(v)\\\beta _{0}(v)\\\beta _{1}(v)\end{bmatrix}}}
ahol
{\displaystyle M={\begin{bmatrix}p_{0,0}&p_{0,1}&r_{v}(0,0)&r_{v}(0,1))\\p_{1,0}&p_{1,1}&r_{v}(1,0)&r_{v}(1,1))\\r_{u}(0,0)&r_{u}(0,1)&r_{uv}(0,0)&r_{uv}(0,1)\\r_{u}(1,0)&r_{u}(1,1)&r_{uv}(1,0)&r_{uv}(1,1)\end{bmatrix}}}
ahol a vegyes második deriváltaknak a csatolásban van jelentőségük.
A csatoláshoz megoldandó egyenletrendszer alakja:
{\displaystyle r_{u}(i-1,j)+4r_{u}(i,j)+r_{u}(i+2,j)=3(p_{i+1,j}-p_{i-1,j})}
{\displaystyle r_{v}(i,j-1)+4r_{u}(i,j)+r_{u}(i,j+1)=3(p_{i,j+1}-p_{i,j-1})}
{\displaystyle r_{uv}(i-1,j)+4r_{uv}(i,j)+r_{uv}(i+1,j)=3(r_{v}(i+1,j)-r_{v}(i-1,j))}
{\displaystyle r_{uv}(i,j-1)+4r_{uv}(i,j)+r_{uv}(i,j+1)=3(r_{u}(i,j+1)-r_{u}(i,j-2))}
minden i, j-re.
Ez egy túlhatározott egyenletrendszer, ami mégis megoldható.

### Felületek approximációja
A görbékhez hasonlóan felületeket is lehet approximálni.
Az általános eljárás szerint olyan két változós Si,j(u,v) függvényeket kell venni, hogy:
{\displaystyle \sum _{i=0}^{m}\sum _{j=0}^{n}\mathrm {S} _{i,j}(u,v)=1}
ekkor az approximációval kapott felület egyenlete:
{\displaystyle r(u,v)=\sum _{i=0}^{m}\sum _{j=0}^{n}\mathrm {S} _{i,j}(u,v)p_{i,j}}
ahol pi,j az approximációhoz megadott két indexes pontsorozat tagja.
Bézier-felületek:
A Bézier-felületek esetén
{\displaystyle \mathrm {S} _{i,j}(u,v)=\mathrm {B} _{i,m}(u)\mathrm {B} _{j,n}(v)}
A csatolási összefüggések:
{\displaystyle {\begin{bmatrix}0&1&0&0\end{bmatrix}}BTB^{T}{\begin{bmatrix}1\\v\\v^{2}\\v^{3}\end{bmatrix}}=h_{1}(v){\begin{bmatrix}0&1&2&3\end{bmatrix}}BQB^{T}{\begin{bmatrix}1\\v\\v^{2}\\v^{3}\end{bmatrix}}+h_{2}(v){\begin{bmatrix}1&1&1&1\end{bmatrix}}BQB^{T}{\begin{bmatrix}0\\1\\2v\\3v^{2}\end{bmatrix}}}
ahol T és Q tartalmazza a két felülethez megadott két paraméteres pontsorozat pontjainak koordinátáit:
{\displaystyle T={\begin{bmatrix}t_{0,0}&t_{0,1}&t_{0,2}&t_{0,3}\\t_{1,0}&t_{1,1}&t_{1,2}&t_{1,3}\\t_{2,0}&t_{2,1}&t_{2,2}&t_{2,3}\\t_{3,0}&t_{3,1}&t_{2,3}&t_{3,3}\end{bmatrix}}}
{\displaystyle Q={\begin{bmatrix}q_{0,0}&q_{0,1}&q_{0,2}&q_{0,3}\\q_{1,0}&q_{1,1}&q_{1,2}&q_{1,3}\\q_{2,0}&q_{2,1}&q_{2,2}&q_{2,3}\\q_{3,0}&q_{3,1}&q_{2,3}&q_{3,3}\end{bmatrix}}}
és B:
{\displaystyle B={\begin{bmatrix}1&0&0&0\\-3&3&0&0\\3&-6&3&0\\-1&3&-3&1\end{bmatrix}}}
A folytonos differenciálhatóság miatt a peremvonalon:
{\displaystyle {\tilde {r}}_{u}(1,v)=h_{1}(v)r_{u}(1,v)+h_{2}(v)r_{v}(1,v)}
ahol ru és rv a két csatlakozó felületdarab egyenlete.
B-spline felületek:
A B-spline felületek esetén az Si,j függvények a megfelelő B-spline függvények szorzatai:
{\displaystyle \mathrm {S} _{i,j}(u,v)=\mathrm {N} _{i,m}(u)\mathrm {N} _{j,n}(v)}
A továbbiakban a számolás a Bézier-felületekhez hasonlóan folytatódik.

## Ötödfokú spline
Ötödfokú spline-ok használatakor a harmadfokú spline-okhoz hasonló módszerek használhatók ugyanezeknek a spline-családoknak az ötödfokú elemeivel, és más, ötödfokú csatolási együtthatókkal. Ekkor a széleken a második deriváltak is megadhatók. Ez nagyobb szabadságot, de több bonyodalmat jelent.

## Külső hivatkozások
- Interaktív bevezetés a spline-ok tulajdonságaiba
- Learning by Simulations Harmadfokú spline-ok interaktív szimulációja.
- Másod- és harmadfokú spline görbéket használnak betűtípusok definiálására
- Archiválva 2010. május 9-i dátummal a Wayback Machine-ben Egy másodfokú spline konkrét leírása
- További feladatok spline illesztésére
- Ötödfokú spline a vasútnál
- Ötödfokú spline-ok a térképészetben